# Bidón

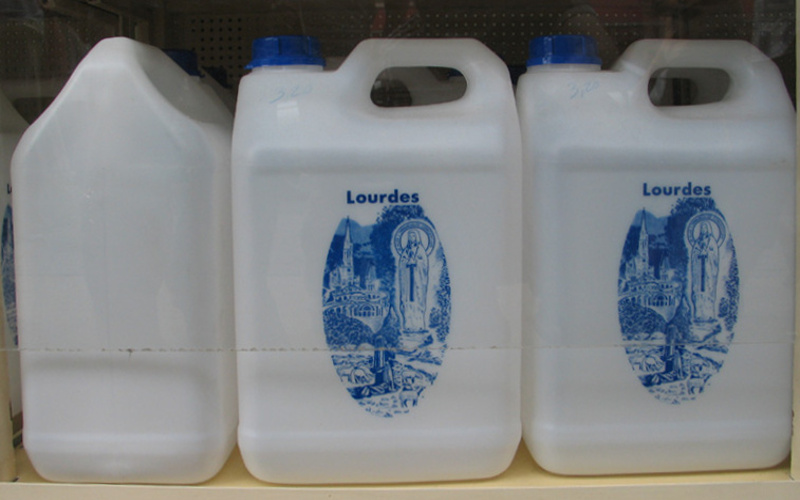
Bidones de plástico, modelo «Jerrycan».

Un bidón (del francés bidon) es un recipiente hermético utilizado para contener, transportar y almacenar líquidos.
Puede tratarse tanto de un tipo de envase habitualmente cilíndrico, con fondo plano o combado, fabricado de metal, cartón, plástico o contrachapado para transportar grandes cantidades de líquidos; como así también a un envase de plástico de mayor capacidad que la botella común.
A los bidones fabricados en madera se les denomina barriles.

## El Jerrycan

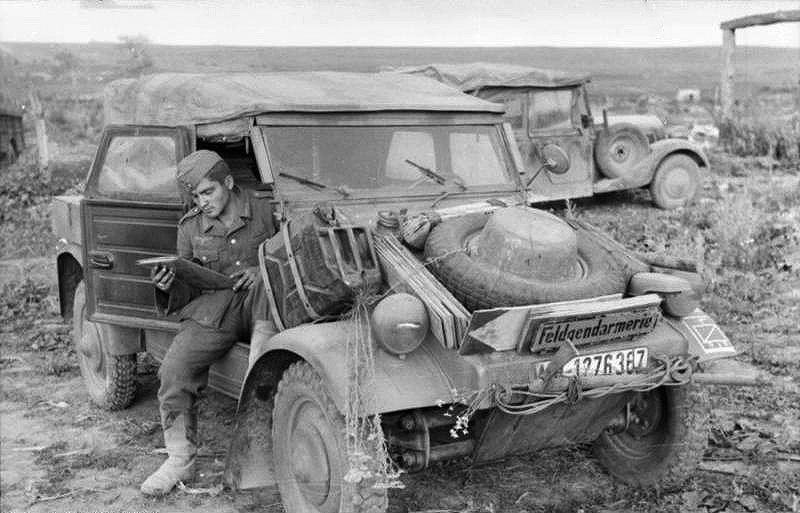
Volkswagen Kubelwagen con un bidón modelo Wehrmacht-Einheitskanister, durante la operación "Ciudadela". Rusia, 1943.

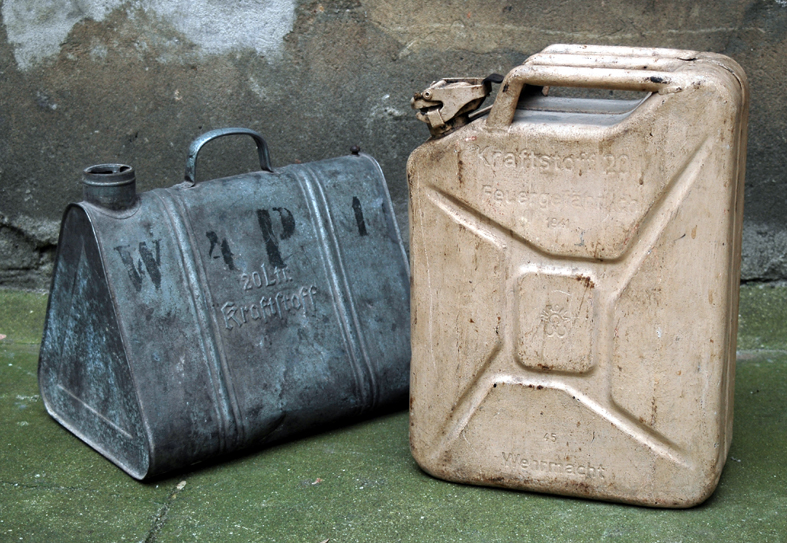
Contenedor de 20 litros de combustible. A la izquierda: modelo antiguo; derecha: modelo Wehrmacht-Einheitskanister de 1941. Fabricante: Nirona.

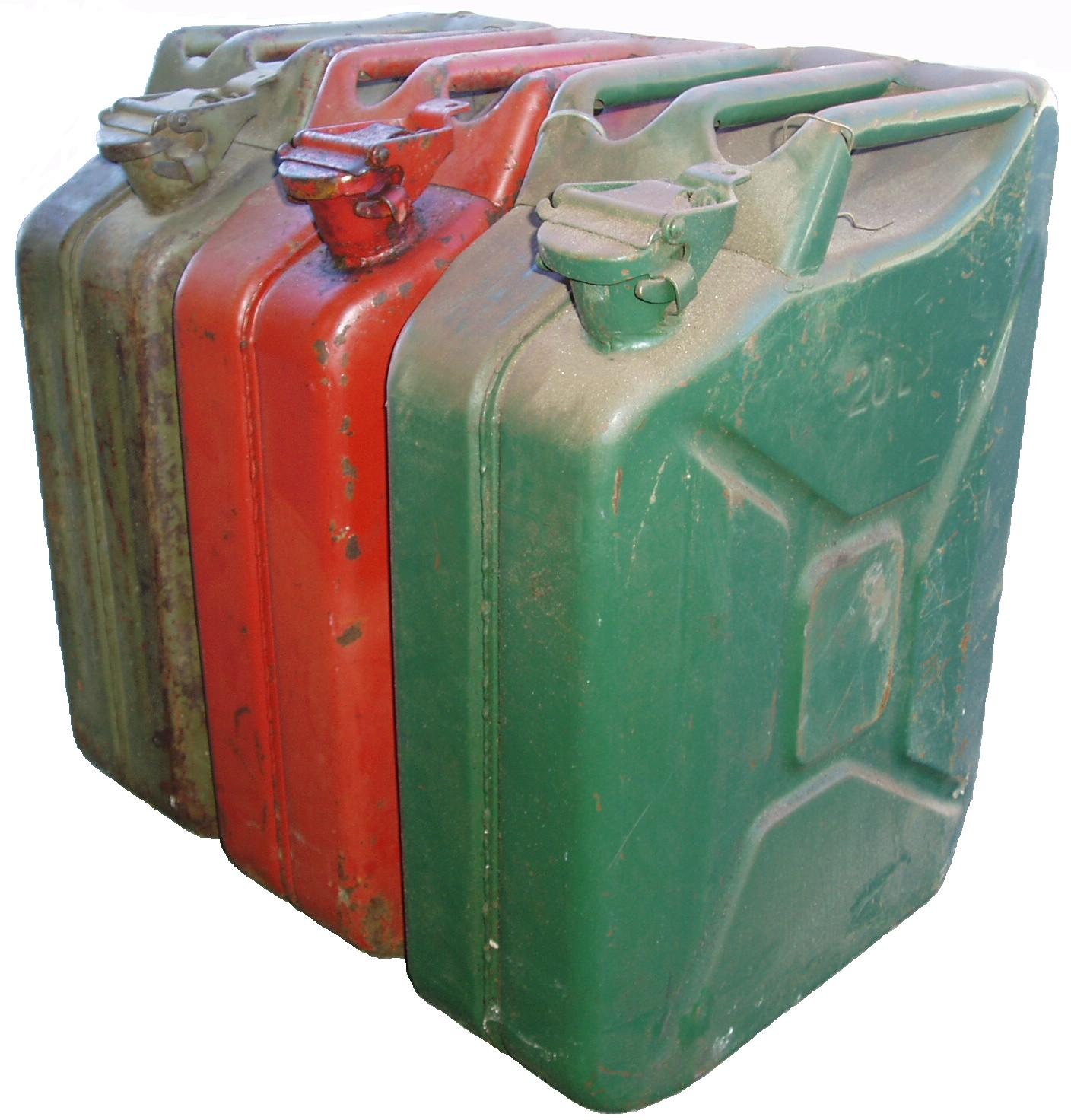
Tres bidones tipo Jerrycan.

Uno de los diseños de recipiente hermético portátil para combustible y agua fue inventado por los alemanes antes del inicio de la Segunda Guerra Mundial, con el nombre de Wehrmachtskanister, con una capacidad de 20 litros.
Durante el transcurso de la guerra, a los británicos y estadounidenses les llamó la atención el excelente diseño del envase y comenzaron a fabricarlo con el nombre de Jerry can (la lata Jerry) aludiendo a la forma despectiva usada por los británicos para nombrar a los alemanes. (Gerrys o Jerrys del inglés germans). Posteriormente su uso se extendió a la industria.

### Historia
El Wehrmacht-Einheitskanister para 20 litros de combustible a mediados de la década de 1930 para el Wehrmacht alemán y se ha desarrollado en casi todos los teatros de Europa y África del Norte de la Segunda Guerra Mundial que se encuentran. Estos contenedores se siguen produciendo en grandes cantidades en muchos países.
Hasta el desarrollo del triángulo de fácil manejo depósito de cartucho de combustible de chapa estampada con cantidades de 2,5 a 20 litros en el uso civil y militar eran comunes.
La unidad del ejército también se compone de latas en relieve y se desarrolló tras una convocatoria de 1935/36 y del hierro trabaja la empresa Mueller Co Ltd en Schwelm, Westfalia, bajo la dirección de Vicente Grünvogel. En 1936 una serie de 5.000 unidades para las pruebas, llegó a las tropas. El general del ejército de liberación (AHM) N º 324, de 8 de julio 1937 fue el lanzamiento oficial.

En 1937 recibió su forma definitiva por la empresa Ambi-Budd (ABP). Incluso durante la Segunda Guerra Mundial, Suiza e Italia también se utiliza esta unidad puede. También para el ejército británico abandonó el Departamento de Guerra británico para introducir recipientes idénticos. Con el desembarco de los aliados en julio de 1944, grandes cantidades de contenedores llegaron en el continente europeo.

### Ejecución
El modelo original tenía en ambos lados de una manera simple, en forma de cruz en alto relieve para el refuerzo de la placa y se hizo a aproximadamente 1941 Los modelos posteriores con mejor perfil se ha elaborado para el Wehrmacht alemán y las Waffen SS desde 1939 hasta 1945 por 19 fabricantes en grandes cantidades. A partir de 1940 también hubo un contenedor de unidad de agua de 20 litros.

La unidad permite un bote reabastecimiento de combustible de los vehículos sin el uso adicional de la herramienta o embudo.
Los bidones eran británicos y cuando su abreviatura ID W ↑ D (para los británicos War Department, llamada así por el símbolo: "Broad Arrow"), se les conoce coloquialmente como "bidón" llamado. Aunque los británicos que puede ser transmitida a los Estados Unidos, donde se produjo otro tanque de combustible.